# Шипневские
Шипневские (пол. Szypniewski) — дворянский род.
Фамилии Шипневских, Юрий Шипневский, по привилегиям Польских Королей в 1636 и других годах жалован был в Смоленском Воеводстве пустошами. В 1655 Смоленские шляхтичи Юрий, а по крещении Савва и сын его Яков за крещение по грамоте ГОСУДАРЯ ЦАРЯ и ВЕЛИКОГО Князя АЛЕКСИЯ МИХАЙЛОВИЧА, вёрстаны поместным окладом.
Потомки сего рода служили Российскому Престолу дворянские службы в разных чинах и владели деревнями. Определением Смоленского Дворянского Депутатского Собрания, род Шипневских внесён в шестую часть родословной книги, в число древнего дворянства.

## Описание герба
В щите, имеющем красное поле, изображена серебряная подкова, шипами вниз обращённая, на поверхности которой находится стрела без перьев.
Щит увенчан дворянскими шлемом и короной. Нашлемник: пять павлиньих перьев. Намёт на щите красный, подложенный серебром. Герб рода Шипневских внесён в Часть 9 Общего гербовника дворянских родов Всероссийской империи, стр. 79